# Rock-Ola
Die Rock-Ola Manufacturing Corporation wurde im Jahr 1927 gegründet, um Spiel- und Verkaufsautomaten herzustellen. Das Unternehmen produzierte später u. a. Parkuhren, Flipperautomaten, Möbel, automatische Pianos und Schusswaffen, wurde jedoch vor allem für die Produktion von Jukeboxen bekannt. Der Name Rock-Ola ist keinesfalls, wie vielfach angenommen, von Rock ’n’ Roll abgeleitet, sondern aus dem Namen des Gründers David Cullen Rockola gebildet worden.

## Geschichte
Der am 23. Januar 1897 in Manitoba geborene David Cullen Rockola hatte 1919 begonnen kleine Kaugummiautomaten zu bauen. Im Jahr 1924 gründete er die Rock-Ola Manufacturing Corporation und ab 1927 beschäftigte er sich mit dem Bau von Personenwaagen mit Münzeinwurf, wie dem Modell Loboy (von 1931 bis 1939 gefertigt), sowie eine Vielfalt von Spielautomaten. 1929 wurde David Rockola in Chicago mit der organisierten Kriminalität in Verbindung gebracht und entging einer Haftstrafe lediglich durch einen „Deal“ mit den Strafverfolgungsbehörden. Rockola erkannte schnell den Bedarf des Marktes an Automaten aller Art, mietete größere Betriebsräume und entwickelte und produzierte nun eine große Palette von verschiedenen Spiel- und Verkaufsautomaten. Am 22. Januar 1931 ließ sich Rockola eine mechanische Personenwaage patentieren. Die steigende Nachfrage nach seinen Automaten zwang Rockola den Betrieb zu erweitern und er kaufte eine alte Pianofabrik im Norden Chicagos mit einer Fläche von 55.000 m². Am 29. August 1939 erhielt Rockola das Patent für eine mechanische Parkuhr. Bereits 1940 hatte das Unternehmen mehr als 1.500 Mitarbeiter und gehörte zu den größten Automatenfabriken der USA.

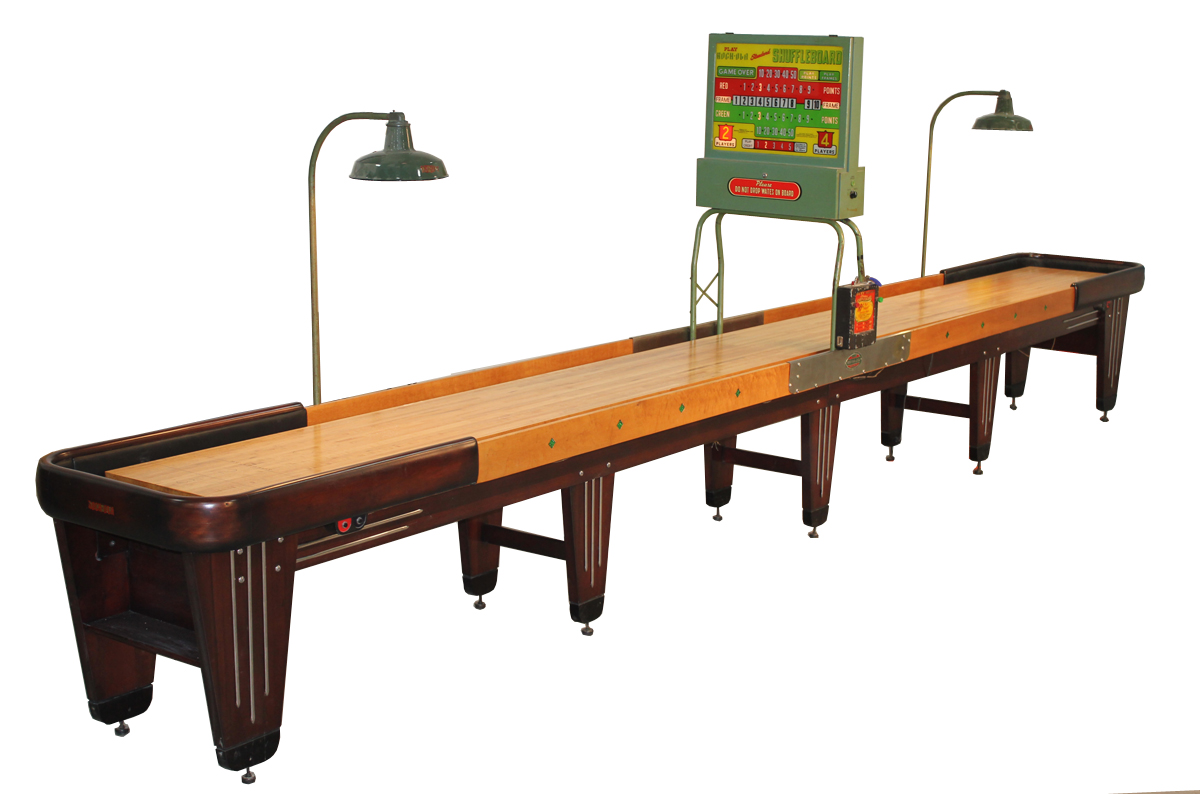
Rock-Ola Shuffleboard (1948–1949)

Die Rock-Ola Mfg. fertigte auch Lautsprechersysteme und Fernwähler für ihre Boxen, sowie von 1948 bis 1949 ein Table-Shuffleboard. Während des Zweiten Weltkriegs, fertigte die Rock-Ola Mfg. den M1 Karabiner für das US-Militär.
Im Jahr 1977 entwickelte die Glenn Streeter’s Antique Apparatus Company die ersten „Nostalgic“ Jukeboxen mit einem modernen Rowe Mechanismus für 7" Schallplatten und später mit einem Philips CD-Player. Die Antique Apparatus Company erwarb im Jahr 1992 die Rock-Ola Corporation und die Marke Rock-Ola. David Cullen Rockola starb am 26. Januar 1993 in Chicago.
In frühen 1980er-Jahren begann Rock-Ola Arcade-Videospielautomaten für Spielhallen, wie zum Beispiel Eyes (1982) und Fantasy zu produzieren. Das erfolgreichste in-house entwickelte Spiel war Nibbler (1983).

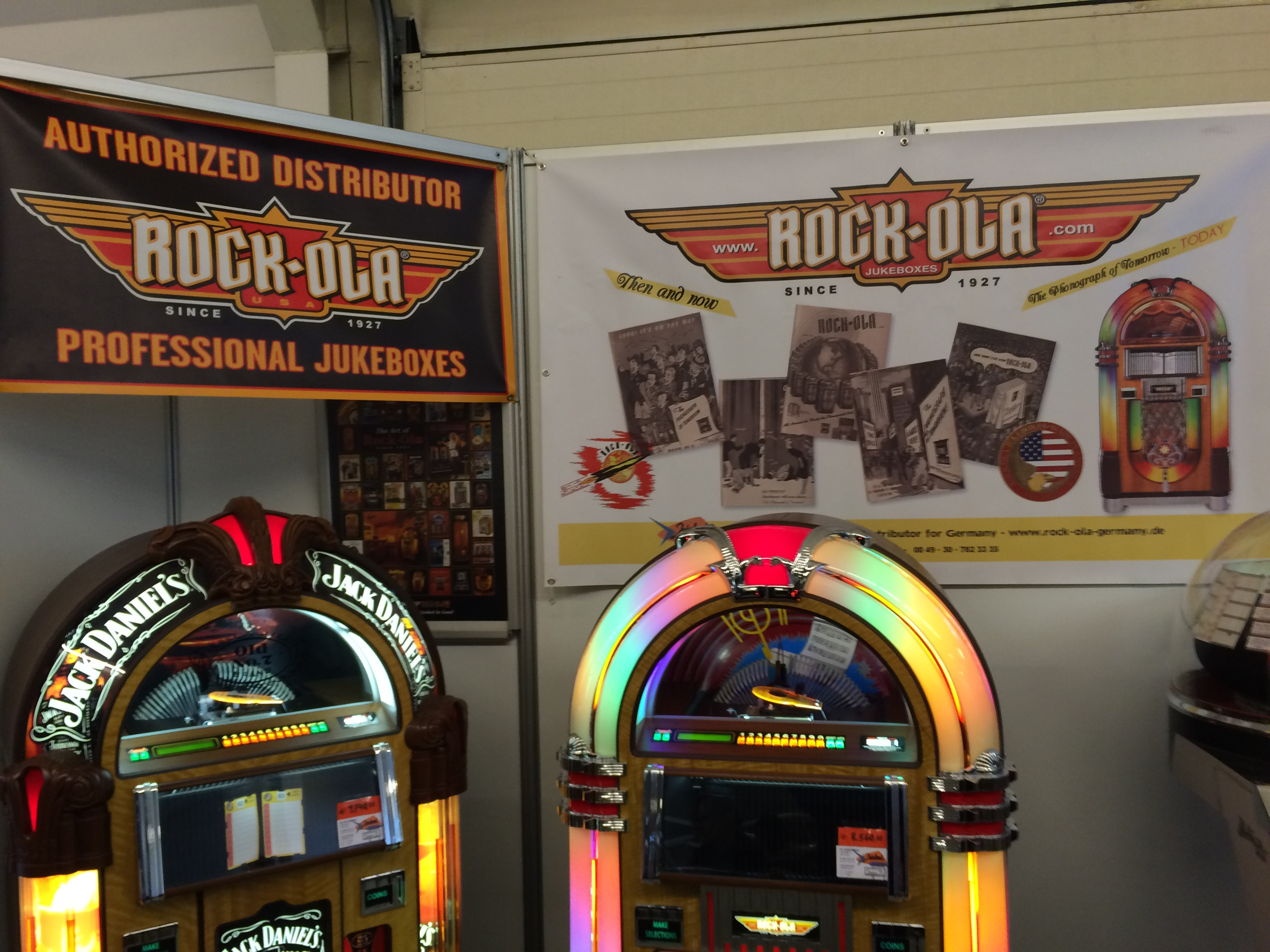
Rock Ola Deutschland auf der Rock Around The Jukebox 2015

## Standorte
Rock-Ola produzierte nicht nur in den USA, sondern im Jahr 1954 in Mexiko bei INSSA, Venezuela und Australien. Das Unternehmen NOVA, als Generalimporteur für Deutschland, importierte Einzelteile und baute einige Musikboxen zusammen. Es ist in diesem Zusammenhang erwähnenswert, dass sich David C. Rockola und der Chef von NOVA, A. W. Adickes, bereits in den 1930er-Jahren trafen und planten, Musikboxen in Europa zu vertreiben; der Zweite Weltkrieg verhinderte dieses Vorhaben und der Plan musste weitere 14 Jahre auf Umsetzung warten.
Neben dem Hauptsitz der Rock-Ola Mfg. Corp. in Torrance gibt es offizielle Europavertretungen in Adligenswil / Luzern in der Schweiz sowie in Paris. Der exclusive Vertrieb in Deutschland erfolgt über das Unternehmen „Jukeland – Gerry Mizera“ mit Sitz in Berlin.

## Die Jukeboxproduktion
Rockola erwarb in den frühen 1930er-Jahren von John Gabel die Rechte an dem Wechslermechanismus der Brüder Ristau, den sogenannten Ristaucrat; im Jahr 1935 wurde damit der erste Musikautomat produziert. Der Ristaucrat-Wechsler hat keine komplizierten Kupplungen, sondern getrennte Motoren für die Wechslermechanik und für den Plattentellerantrieb.
Eine der wichtigsten Innovationen war die Einführung eines rotierenden Plattenmagazins, das es ermöglichte, die Plattenkapazität auf 60 und nach einer weiteren Modifikation auf 100 Platten zu erhöhen. Ab 1940 wurden die Geräte mit einem mechanischen Popularitätszähler bestückt, durch den der Automatenaufsteller einen Überblick über die Häufigkeit der einzelnen Plattenwahl erhielt; dadurch wurde der Plattentausch erheblich erleichtert. Von 1950 bis 1953 gab es Modellvarianten für Schellackplatten und für Vinylsingles; im Jahr 1954 war die Umstellung vollzogen und es wurden ausschließlich Single-Boxen produziert. Ab 1959 wurden für einige Jahre die für Europa bestimmten Geräte in Hamburg bei der Nova Apparate GmbH gebaut, diese wurden mit für europäische Röhrentypen angepassten Verstärkern und mit  ELAC Tonabnehmern versehen.
Im Jahr 1987 wurde mit der Nostalgia 1000 die letzte Box für 7" Vinylplatten gebaut. Mit der XCD 496 läutete auch Rock-Ola das CD Zeitalter der Musikboxen ein; es folgten unter anderen die Baureihen Laser, Mirage, Trilogy, Gala, Rocket, Comet, Fireball und VIVO.
Die Rock-Ola Linie Nostalgic Musik Centers wurde im Jahr 2006, zwei neue Musik-Center-Modelle, das „Mystic“ und das „Q“, wurden im Jahr 2008 eingeführt. Es werden Rock-Ola Modelle produziert mit 100 CDs oder mit HDD von 1 TB, wie zum Beispiel die Serien Harley-Davidson, Jack-Daniels, Pfau, Gazelle, American – Beauties, Präsident, Commando, oder Spectravox.

## Rock-Ola Jukeboxen von 1935 bis 1980 (Auswahl)
Verschiedene Jukeboxarten wurden von Rock-Ola hergestellt:

### Jukeboxen für Schellackplatten
- 1935: Multi-Selector
- 1936: Night Club
  - Regular
  - Rhythm King
- 1937: Rhythm Master
  - Imperial
  - Windsor
  - Monarch
- 1938: Ambassador
- 1939: Deluxe Luxury Lightup
  - Luxury Lightup Counter
- 1940: Super Luxury Lightup
  - Master
  - Rockolite
- 1941 Junior Console 1409
- 1942: Premier 1413
  - Commando 1420
- 1946: Series F 1422
- 1947: Series F 1426 A
- 1949: Magic Glo 1428
- 1950: Rocket 1432
- 1952: Super Rocket

Das Modell Fireball 1436 wurde im Jahr 1953 für Schellackplatten sowie Vinylplatten 7" gebaut.

### Jukeboxen für Vinylplatten 7"
- 1954: Comet Fireball 1438
- 1955: Hideaway 1450
- 1959: Tempo 1/120 1468
  - Tempo 1/120 Stereo 1468ST
  - Tempo 1/200 1475
  - Tempo 1/200 Stereo 1475ST
- 1960: Tempo 2/120 1478
  - Tempo 2/200 1485
- 1961: Regis 200 1495
- 1962. Princess 1493
  - Empress 120 1496
- 1963: Capri  404
  - Rhapsody / Capri Deluxe160 408
- 1964: Capri 2 414
  - Rhapsody 2 / Capri Deluxe 2 418S/SA
  - Princess Royal 424
  - Grand Prix 425
- 1965: Grand Prix 2 426
  - Starlet 429
- 1966: Coronado 431
  - GP 160 432
  - GP Imperial 433
  - Concerto 434
  - Princess Deluxe 435
- 1968: Ultra 437
- 1969: Deluxe 441
- 1971: Console 456
- 1976: Princess 461
- 1977: Grand Salon 468
- 1978: Sybaris 474
- 1979: Grand Salon II 476
  - Max 477-1
  - Mystic 478
- 1980: Techna 480

## Galerie

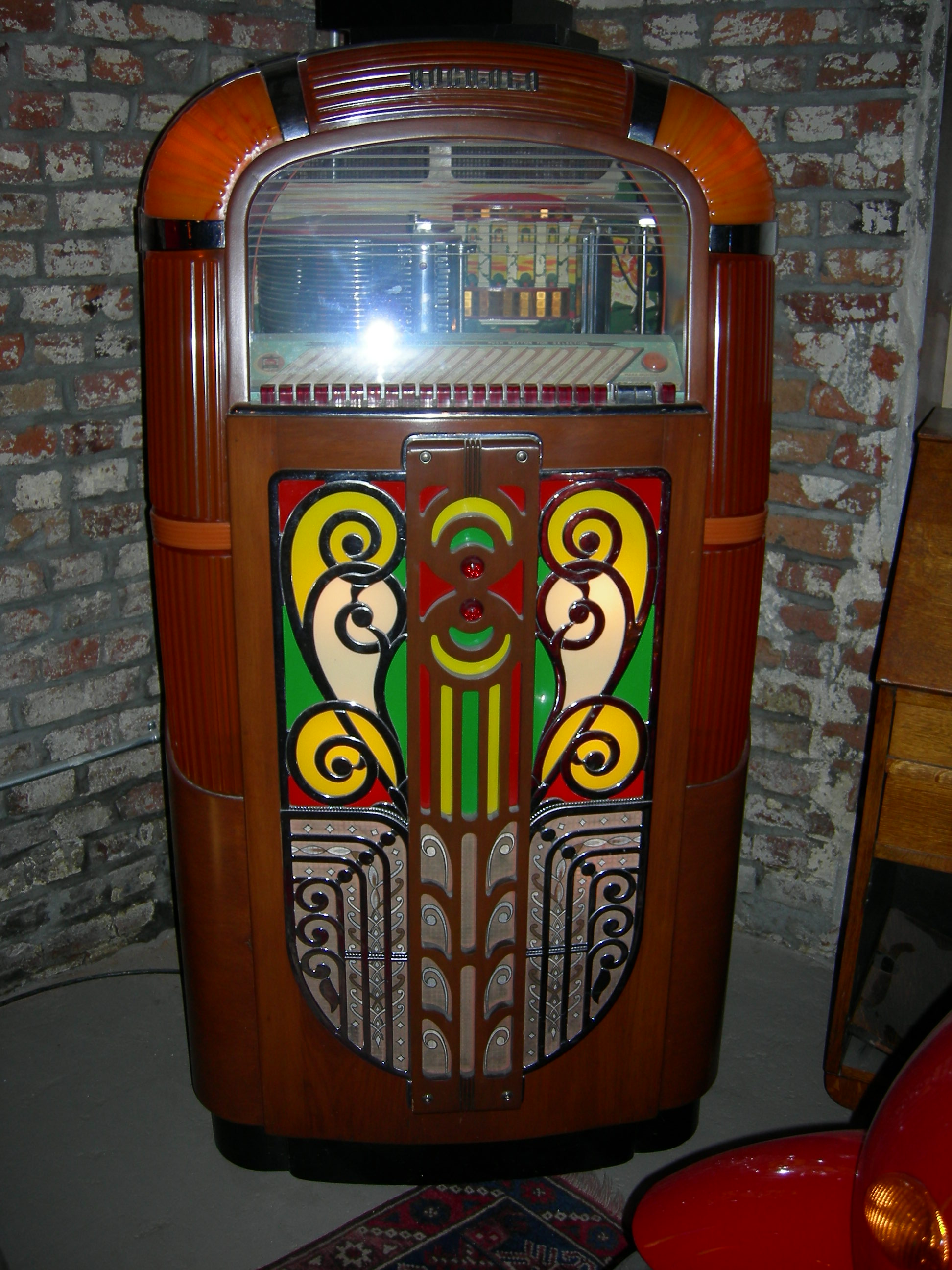
Rock-Ola 1422 (1946)
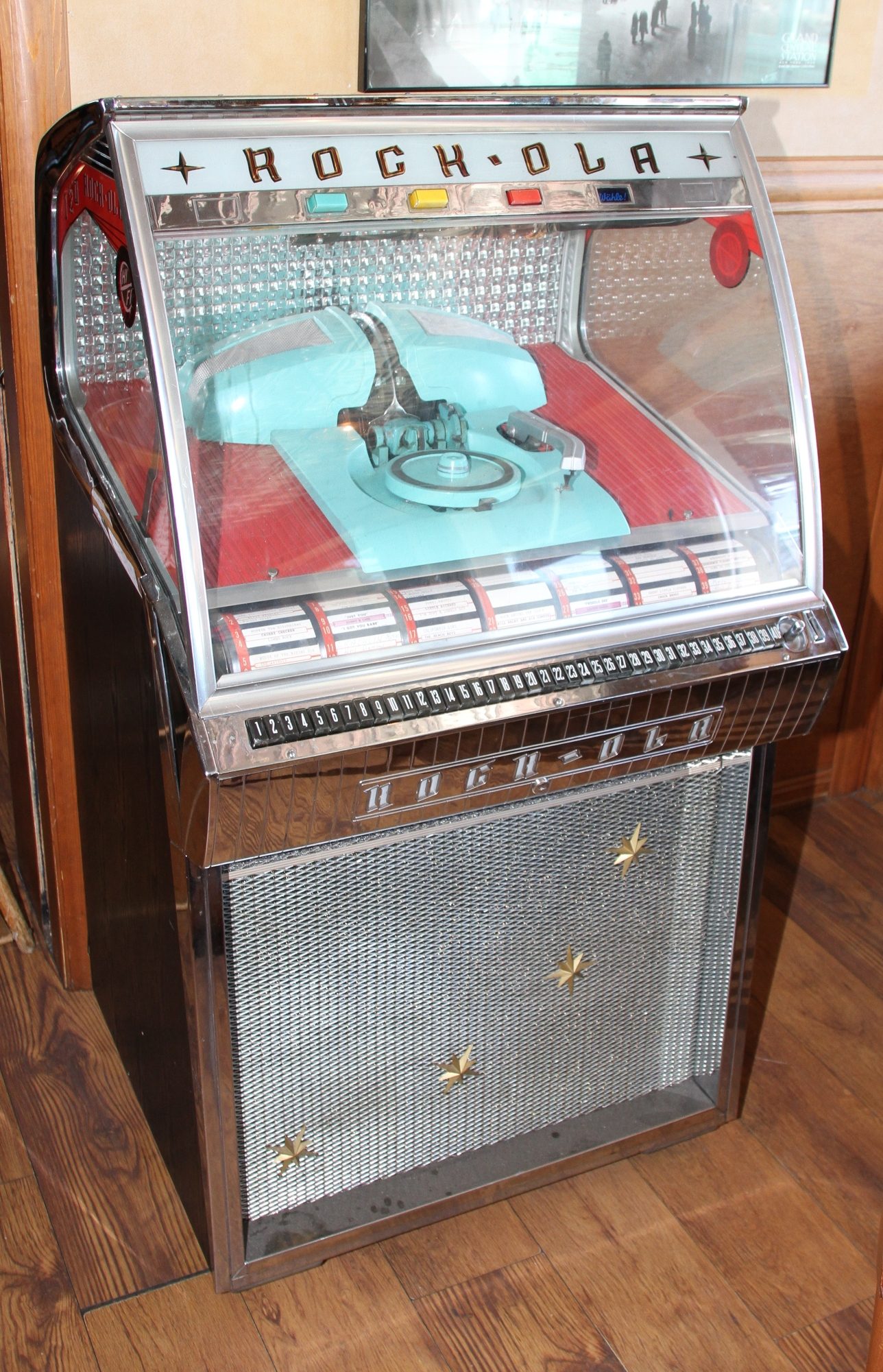
Rock-Ola 1458 (1957–1958)
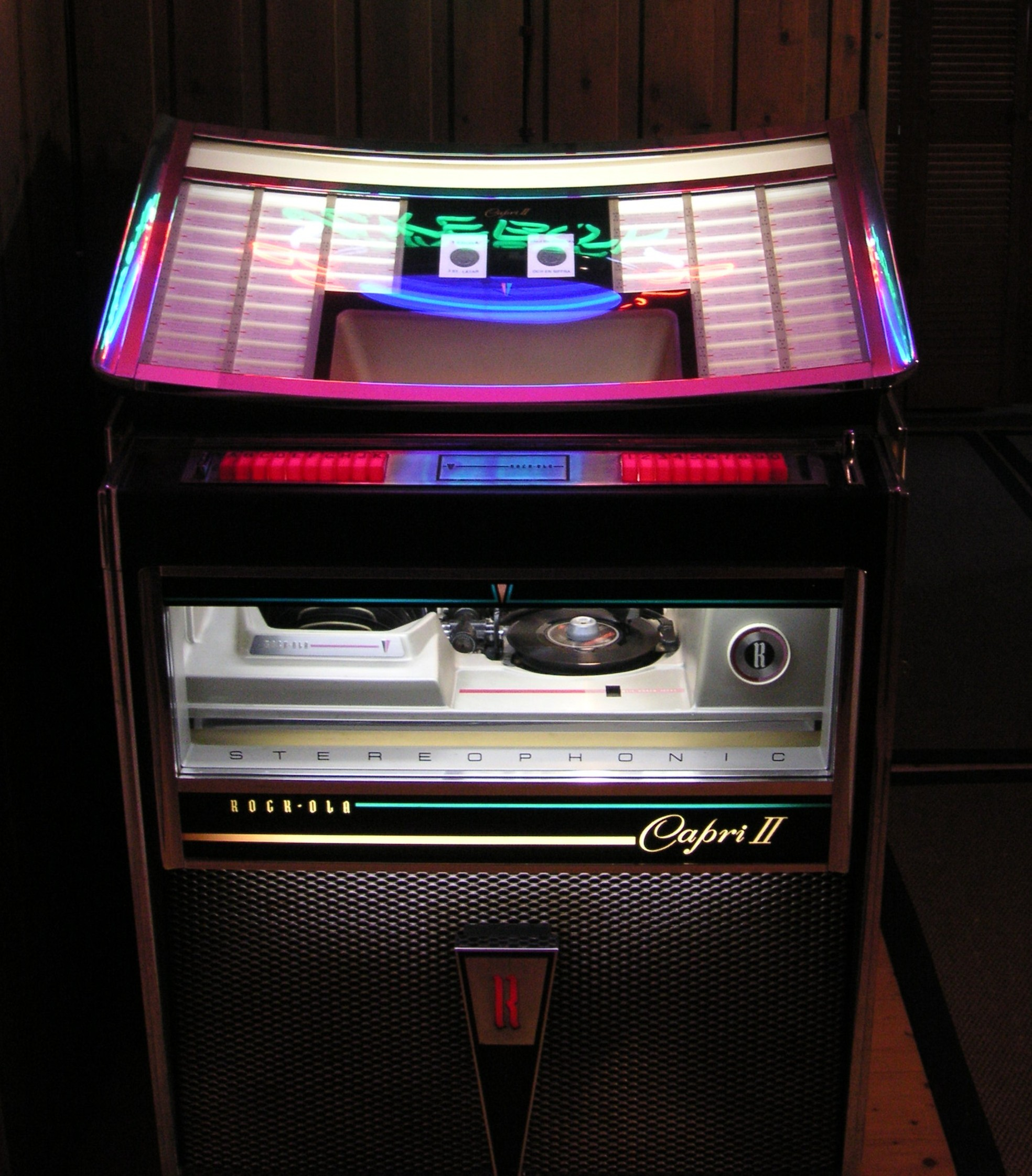
Rock-Ola Capri II (1964)
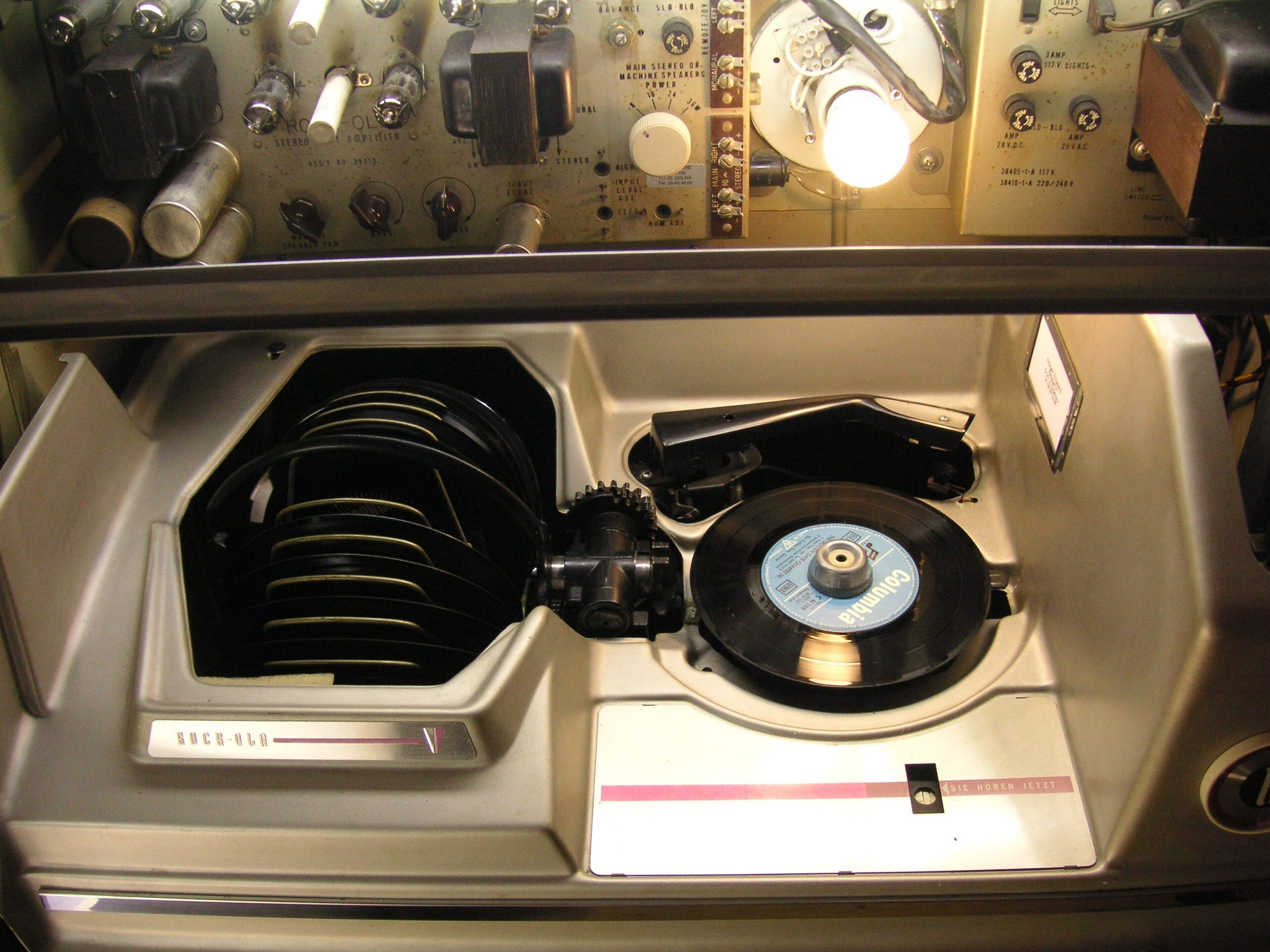
Rock-Ola Capri II, Laufwerk
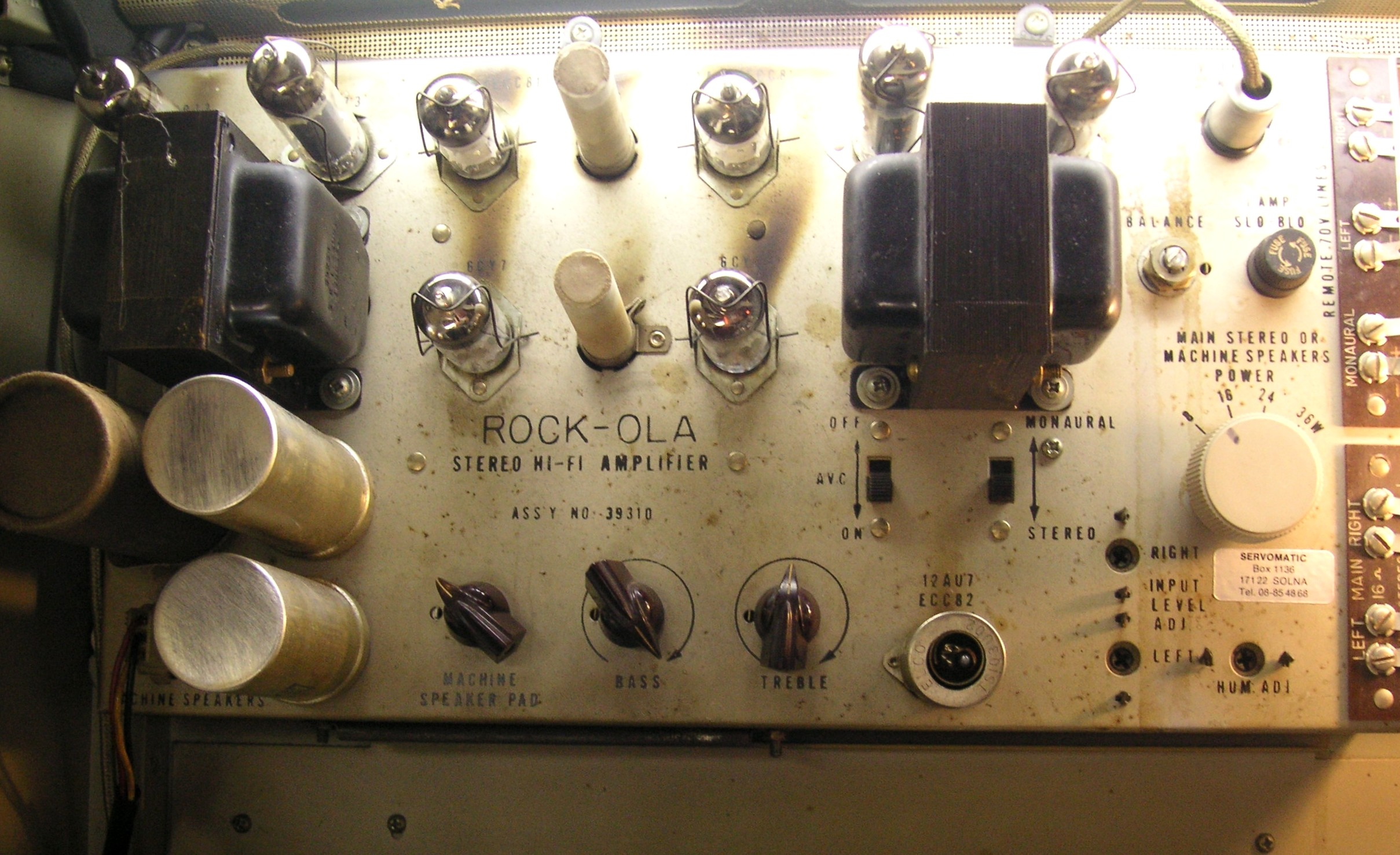
Rock-Ola Capri II, Verstärker
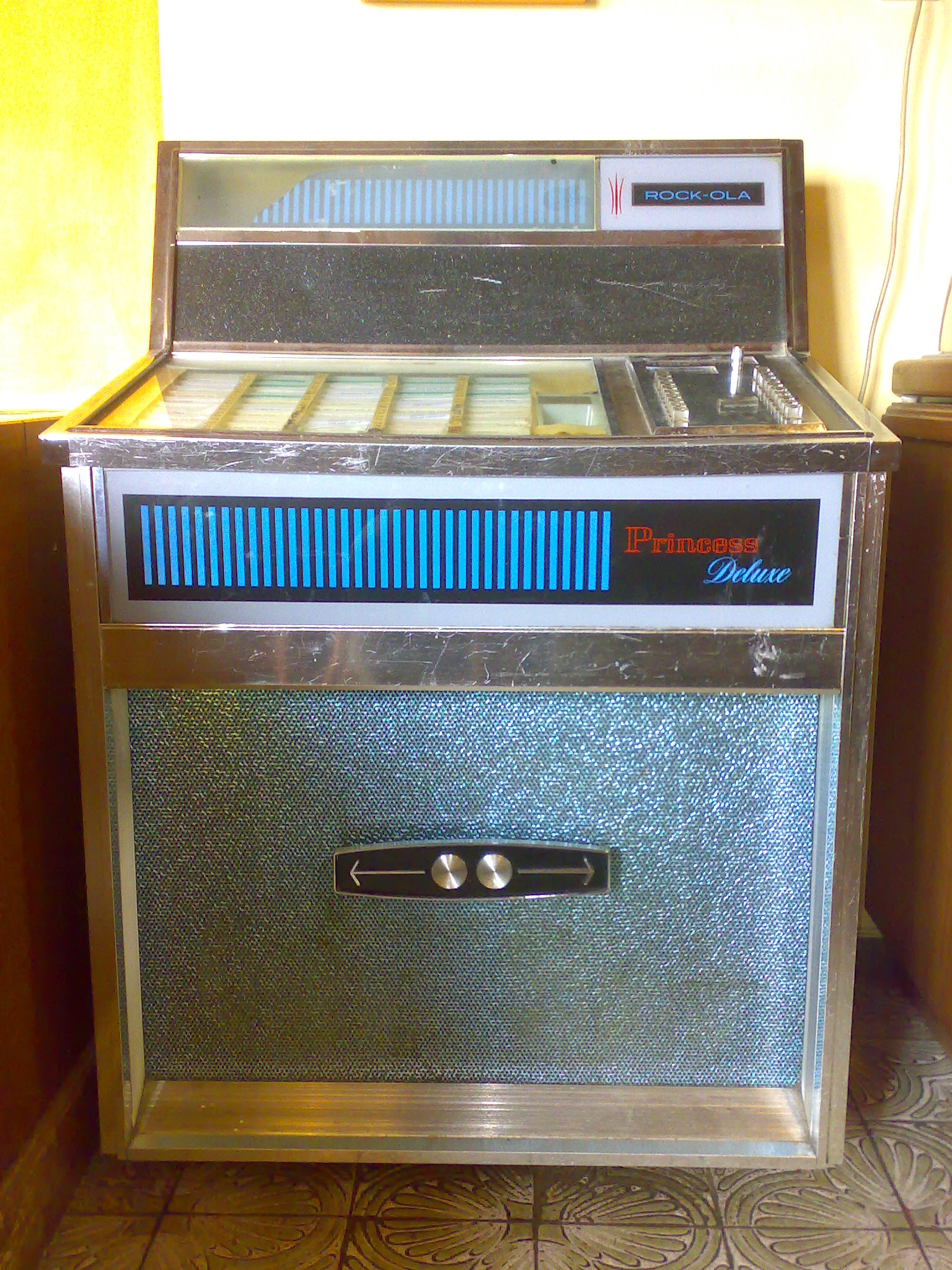
Rock Ola Princess deluxe (1967)

## Die Pinballautomatenproduktion
Im Jahr 1932 ließ sich David Rockola einen Pinballautomaten mit der Bezeichnung Juggle Ball patentieren. Bis 1938 entwarf er mehr als 50 derartige Geschicklichkeitsautomaten; teils rein mechanische, später auch elektromechanische Geräte. Bei diesen Automaten handelt es sich um die Vorläufer der späteren Flipperautomaten.

### Rock-Ola Pinballautomaten von 1932 bis 1938 (Auswahl)
- Juggle Ball    1932 mechanisch[27]
- Three Ring Circus   1932 mechanisch
- Bally-Hoo     1932 mechanisch
- Wings             1933 mechanisch
- World's Fair Jig-Saw   1933 mechanisch
- Jig-Saw             1933 pre-flipper
- World Series            1934  mechanisch
- Pleasure Island   1934 mechanisch
- All American     1934 mechanisch
- Army and Navy     1934 mechanisch
- Football     1934 mechanisch
- Big Game           1935 elektromechanisch
- Bomber    1935 elektromechanisch
- Buzzer     1935 elektromechanisch
- Cat's Paw           1935 elektromechanisch
- Screamo           1935 elektromechanisch
- DeLuxe 46           1935 elektromechanisch
- Flash Lite           1935 elektromechanisch
- Gold Award           1935 elektromechanisch
- Gold Rush           1935 elektromechanisch
- Gold Top Army and Navy  1935 mechanisch
- Mystery Three    1935 mechanisch
- Ship Ahoy           1935 elektromechanisch
- Squadron           1935 elektromechanisch
- Stampede           1935 elektromechanisch
- Sunbeam     1935 elektromechanisch
- T-N-T             1935 elektromechanisch
- Trojan    1935 elektromechanisch
- Flash              1935 mechanisch
- Miss Liberty           1936 elektromechanisch
- Monte Carlo           1936 elektromechanisch
- One Better           1936 elektromechanisch
- Queen Mary           1936 elektromechanisch
- Fortune    1936 elektromechanisch
- Alamo            1936 elektromechanisch
- Bank Nite           1936 elektromechanisch
- Big Bank Nite           1936 elektromechanisch
- Totalite           1936 elektromechanisch
- Trans-Atlantic   1936 elektromechanisch
- Credit     1936 elektromechanisch
- Ditto             1936 elektromechanisch
- Draw Ball           1936 elektromechanisch
- Hollywood           1936 elektromechanisch
- Trap Shot           1936 elektromechanisch
- World Series     1937 elektromechanisch
- Globe Trotter           1937 elektromechanisch
- Magic Pins           1937 elektromechanisch
- Jig Joy    1937 elektromechanisch
- Across the Board        1938 elektromechanisch
- Across the Board        1938 elektromechanisch
- Easy Steps           1938 elektromechanisch
- Three Up           1938 elektromechanisch

## Rock-Ola Glücksspielautomaten
Von 1928 bis 1935 stellte die Rock-Ola Manufacturing Corporation eine Reihe Slot Machine-Modellen her.

### Rock-Ola Glücksspielautomaten von 1928 bis 1935 (Auswahl)
- Reserve     1928 Slot Machine / Bell
- Jackpot Conversion   1928 Slot Machine / Bell
- Front O.K. Jackpot     1929 Slot Machine / Bell
- Jack-Pot Mint Vender   1929 Slot Machine / Bell
- 3 Jacks     1930 Slot Machine / Coin drop
- Five Jacks     1930 Slot Machine / Coin drop
- Hold and Draw     1930 Slot Machine / Poker
- Reserve Revamp Bell   1930 Slot Machine / Bell
- Double Regular   1932 Slot Machine / Bell
- Jackpot     1932 Slot Machine / Bell
- Super Triple     1932 Slot Machine / Bell
- Sweepstakes    1935 Slot Machine / Racing